# Плакун (урочище)
Плаку́н — урочище на правом берегу Волхова в Волховском районе Ленинградской области. Расположено близ Старой Ладоги напротив Староладожской крепости.
На берегу реки Волхов находятся остатки курганов IX—X веков. Во время раскопок одной из сопок археологи обнаружили на вершине насыпи погребение по обряду ингумации, в котором сохранились отдельные кости скелета погребëнного. В составе погребального инвентаря соседствуют вещи как западного, так и восточного происхождения. К востоку от погребения, вне тлена, обнаружены скелеты двух коней, которые располагались по линии север — юг, головами на юг, с богатой уздечкой литовского типа и обломками древней амфоры. Ближайшие аналоги захоронения воина в корабле с конём происходят из скандинавских камерных погребений с конём (по А. С. Грёслунд, тип F по Г. С. Лебедеву) в районе Хедебю (Хайтхабу) в Ютландии (земля Шлезвиг-Гольштейн в Германии). Положение коней вне древесного тлена объясняется тем, что они находились между стенками камеры и ямы. Подобные примеры расположения коней в погребении известны в могильниках Бирки, в кургане № 17 могильника «в Березках» в Чернигове и в некоторых других. В Скандинавии подобные погребения датируются первой половиной — серединой X века, а в древнерусских «дружинных» некрополях существуют камеры с конём — второй половиной X века. Традиция захоронения коня у ног всадника в одной и той же камере в Хедебю не находит параллелей в датских захоронениях, где кони находятся в отдельной от погребения камере, и была принесена в Хедебю шведскими захватчиками, перенявшими такой вид захоронений на Руси. В погребении в камере кургана Ц-171 в Гнёздове отмечен обряд, где гроб, сбитый гвоздями и содержавший останки женщины, был помещён в камеру столбовой конструкции, что типично для Южной Балтики и староладожского Плакуна. В могильнике Бирка нет захоронений по обряду трупоположения, близких к кургану № 11 Плакуна. Курган 11 является единственным среди остальных курганов могильника, где выявлено трупоположение. Мужчина 60—70 лет достаточно высокого социального статуса был похоронен в камере с гробовищем головой на северо-запад и, возможно, принадлежал к христианской общине. Аналогичные плакунскому кургану № 11 погребения в камерах с гробовищем известны из франкско-датского пограничья с территории Дании и Шлезвиг-Гольштейна. В южной части Ютландского полуострова в районе Хедебю известны камеры VI и VIII (Хедебю), камера IV (Сюдербраруп), камеры 7, 19, 21, 51, 54А (Тумби-Бенебек), погребение № 227 (Трёхеде), датирующиеся концом IX — началом или первой половиной X века. Подобные захоронения на севере Дании датируются 970/971 годами (Маммен) и концом X века (Хёрнинг). Из урочища Плакун известна одна краниологическая серия из кладбища XI века. Анне Стальсберг объединила четырёхугольные в сечении стержни ладейных заклёпок из Гнёздова с заклёпками из староладожского Плакуна, приведя заключение Яна Билля о том, что четырёхугольные в сечении стержни заклёпок из Плакуна и Гнёздова ближе к балтийской и славянской традиции, нежели к скандинавской традиции с круглыми в сечении стержнями заклёпок. Для сопковидной насыпи вблизи от урочища Плакун основой для возведения послужил курган, содержавший три погребения IX века по обряду трупосожжения на стороне. Погребальную камеру сопковидного некрополя Плакун связывают с деятельностью Рюрика. В ней, как выразился А. Н. Кирпичников, захоронены «стража и двор конунга». Обособленное кладбище (13 курганов на 1940 год) норманнских пришельцев с нехарактерным для скандинавов бедным погребальным обрядом функционировало в урочище Плакун примерно с 850 года по 950 год. К. А. Михайлов считает, что плакунский могильник начал функционировать в начале — середине X века.